# Tenis stołowy na Letniej Uniwersjadzie 2013
Tenis stołowy na Letniej Uniwersjadzie 2013 został rozegrany w dniach 7–15 lipca 2013. Do rozdania było 7 kompletów medali. Obrońcami tytułów mistrzowskich w singlu sprzed 2 lat byli: Xu Xin wśród mężczyzn i Rao Jingwen wśród kobiet.

## Tabela medalowa
| Państwo         | Złoto | Srebro | Brąz | Razem |
| --------------- | ----- | ------ | ---- | ----- |
| Chiny           | 3     | 3      | 3    | 9     |
| Japonia         | 2     | 2      | 3    | 7     |
| Chińskie Tajpej | 2     | 1      | 2    | 5     |
| Rosja           | 0     | 1      | 5    | 6     |
| Francja         | 0     | 0      | 1    | 1     |
| Razem           | 7     | 7      | 14   | 28    |

## Medaliści
| Konkurencja: | Złoto:                              | Srebro:                         | Brąz:                                                              |
| Mężczyźni    |                                     |                                 |                                                                    |
| Singiel      | Liu Yi                              | Shang Kun                       | Chen Chien-an Kōki Niwa                                            |
| Kobiety      |                                     |                                 |                                                                    |
| Singiel      | Che Xiaoxi                          | Zheng Shichang                  | Ma Yuefei Yuka Ishigaki                                            |
| Mężczyźni    |                                     |                                 |                                                                    |
| Debel        | Chiang Hung-chieh Huang Sheng-sheng | Wiaczesław Burow Michaił Pajkow | Aleksandr Szybajew Kiriłł Skaczkow Thomas Le Breton Romain Lorentz |
| Kobiety      |                                     |                                 |                                                                    |
| Debel        | Lee I-chen Lin Chia-hui             | Che Xiaoxi Jiang Yue            | Jana Noskowa Jelena Troszniewa Yuka Shigaki Riyo Nemoto            |
| Mikst        |                                     |                                 |                                                                    |
| Mikst        | Hiromitsu Kasahara Rika Suzuki      | Kōki Niwa Misato Niwa           | Antonina Sawieljewa Aleksandr Szybajew Ma Yuefei Xia Yizheng       |
| Mężczyźni    |                                     |                                 |                                                                    |
| Drużynowo    | Chiny                               | Japonia                         | Chińskie Tajpej Rosja                                              |
| Kobiety      |                                     |                                 |                                                                    |
| Drużynowo    | Japonia                             | Chińskie Tajpej                 | Chiny Rosja                                                        |